# Dmytro Kusznirow
Dmytro Ołeksandrowycz Kusznirow, ukr. Дмитро Олександрович Кушніров (ur. 1 kwietnia 1990 w Talnom) – ukraiński piłkarz, grający na pozycji obrońcy.

## Kariera piłkarska

### Kariera klubowa
Wychowanek RWUFK Kijów, barwy którego bronił w juniorskich mistrzostwach Ukrainy (DJuFL). Karierę piłkarską rozpoczął 30 sierpnia 2007 w składzie Dynamo-2 Kijów, a 12 października 2007 rozegrał pierwszy mecz w trzeciej drużynie Dynama. Występował również w rezerwowej drużynie Dynama. W 2014 przeszedł do łotewskiej Daugavy Dyneburg, ale rozegrał tylko jeden mecz, po czym postanowił zakończyć karierę sportową. Znalazł pracę w policji drogowej, w 2017 otrzymał stopień porucznika policji

### Kariera reprezentacyjna
Występował w juniorskich reprezentacjach różnych kategorii wiekowych.

## Sukcesy i odznaczenia
- mistrz Europy U-19: 2009